# Erigeron kachinensis
Erigeron kachinensis là một loài thực vật có hoa trong họ Cúc. Loài này được S.L.Welsh & R.J.Moore mô tả khoa học đầu tiên năm 1968.